# リズム体
リズム体（リズムたい、「リズム隊」「リズム帯」とも表記）、ないし、リズム・セクション (rhythm section) は、バンドを始めとするアンサンブルの中で、楽曲の根幹となるリズムやビートを担当する演奏者を指す。ロックなどはドラマーとベーシストの二人を指す場合が多く、ジャズのビッグ・バンドなどはリズム・ギターやピアノ（または他の鍵盤楽器）も含む。

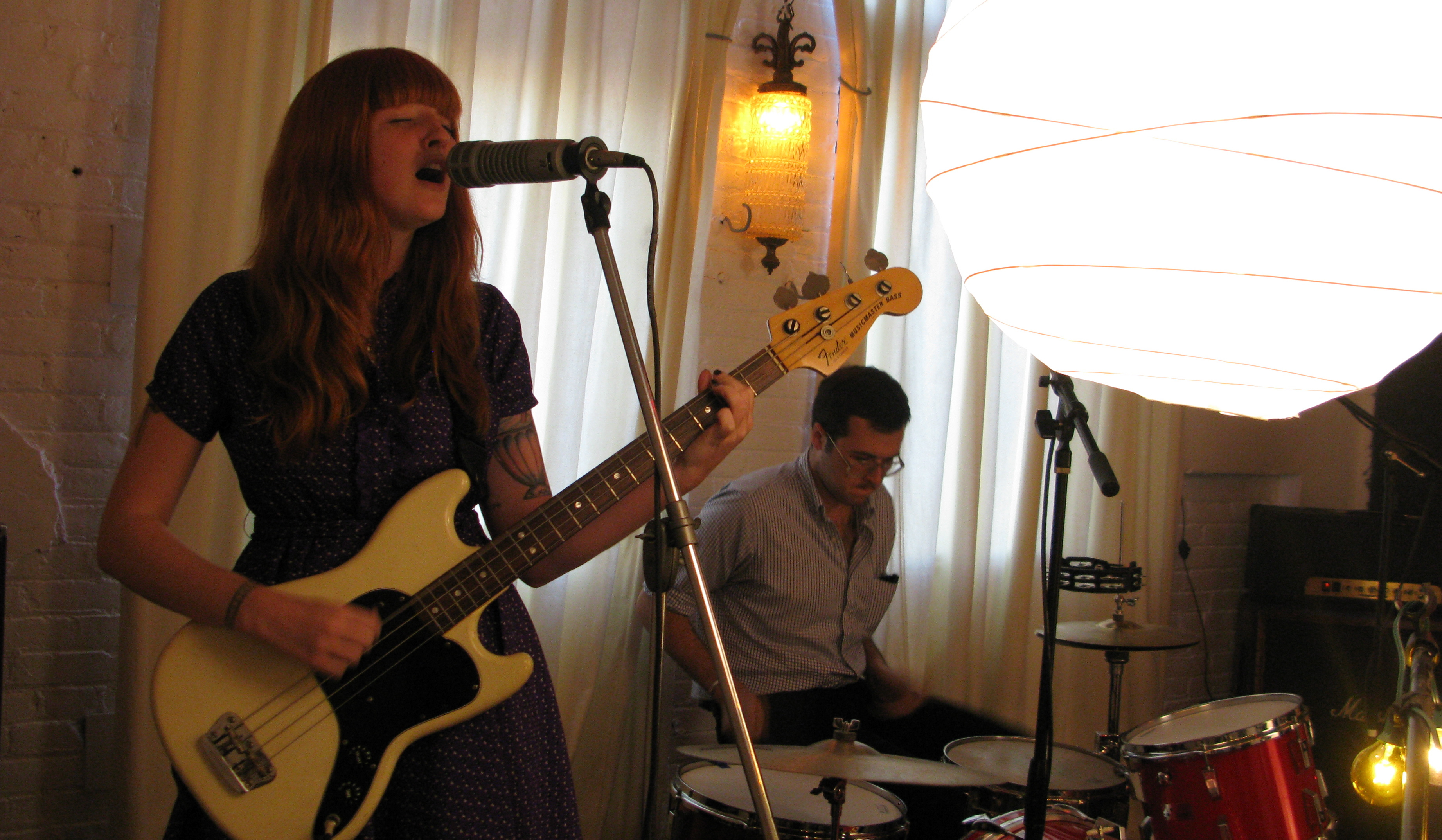
ベーシスト（左: ケイティ・グッドマン）とドラマー（ジョナサン・ワインバーグ）

本来楽器演奏の多くは必然的にリズムやビートが伴うものであり、メロディに限らずソロ演奏も可能である。しかし指揮者が存在しない楽団において「リズムの体」を成すものは、まずドラムス（パーカッション）でありベースであることから、根源的にはこれらがリズム体と称される。ビッグ・バンドにおけるリズム体は、さらにリズム・ギターやピアノ（または他の鍵盤楽器）などを含む（パートが4つの場合はフォー・リズム、3つならスリー・リズムと呼ぶ）。リズムとしてはむしろドラムスとベースの補助であり、和音を使用したアンサンブル強化の意味合いが強い。

## 録音などでの呼称
ポップス系の録音であるとか、ビッグバンドのリズム体の構成によって下記の呼称を一般に用いる。この場合にはパーカッションは含めず、ギタリストが複数名いる場合でも1パートを一つの単位で数える。ポップス系の録音では最初にこれらのリズム体を録音してからストリングス、ホーン、シンセサイザー、歌、パーカッションなどを多重録音で重ねていき楽曲を完成させる。リズム体を録音する行為をリズム録りと称する。
- スリーリズム（3リズム） - ドラム、ベース、ピアノあるいはギター
- フォーリズム（4リズム） - ドラム、ベース、ピアノ、ギター